# 扎喜安嘉
扎喜安嘉（1923年—1998年），男，藏族，青海同仁人，中国政治人物，曾任国民党青海省政府参议，青海省政协副主席。